# Bombachhaus
Das Bombachhaus ist ein Wohnplatz der Stadt Baruth/Mark im Landkreis Teltow-Fläming im Land Brandenburg.

## Lage
Der Wohnplatz liegt im Baruther Urstromtal westlich des Stadtzentrums und dort nördlich des Ortsteils Schöbendorf. Nördlich des Wohnplatzes grenzt das Naturschutzgebiet Schöbendorfer Busch an, östlich der weitere Ortsteil Paplitz und westlich Lynow, ein Ortsteil der Gemeinde Nuthe-Urstromtal. Durch den Wohnplatz fließt in Ost-West-Richtung der Horstgraben, der landwirtschaftlich genutzte Flächen entwässert. Östlich befindet sich in Süd-Nord-Richtung der Paplitzer Müllergraben, der in Höhe des Wohnplatzes in den Paplitzer Graben und schließlich in das Hammerfließ entwässert.

## Geschichte
Der Wohnplatz entstand, als die Baruther Herrschaft zu Solms auf der Fläche ein Wohnhaus für die Forstangestellten errichten ließ. Im Jahr 1950 erschien der Wohnplatz zur Gemeinde Schöbendorf gehörig. Im Jahr 1983 befand sich dort der Stützpunkt Bombachhaus der LPG Schöbendorf-Paplitz. Der Wohnplatz wurde zusammen mit Schöbendorf am 31. Dezember 2001 nach Baruth/Mark eingemeindet. Das Gebäude wird im 21. Jahrhundert von einem Architekturbüro genutzt.